# Wolimirzyce
Wolimirzyce – wieś w Polsce położona w województwie lubuskim, w powiecie świebodzińskim, w gminie Szczaniec.
W latach 1975–1998 miejscowość administracyjnie należała do województwa zielonogórskiego.

## Historia
Pierwsze wzmianki o Wolimirzycach pojawiły się w źródłach dość późno, dopiero na początku XVI wieku. Pierwotna słowiańska nazwa wsi to Warmulewo, następnie przekształcona w Walmersdorf. Pierwszym znanym dziedzicem wsi był Jerzy, a następnie Jan Samuel i Wolff (1680 r.) Samuel i Wolff wiedli spory z proboszczami w Szczańcu w sprawie opłat kościelnych. Od 1720 roku właścicielem dóbr była rodzina von Maxen, najpierw kapitan Karol Andrzej, który wybudował w wiosce w 1721 roku dwór, a następnie Fryderyk Wilhelm, Aleksander i Beata von Schkopp, z domu Maxen. Maxenowie byli w połowie XVIII wieku największymi w okręgu dostawcami wełny na targi w Świebodzinie. W 1828 majątek kupił Juliusz Mandel i na tej podstawie otrzymał tytuł szlachecki. Jako deputowany powiatu popierał budowę nowej linii kolejowej przez obszar świebodziński. Po nim dziedziczyli jego synowie: Maksymilian i Hermann. Ten ostatni z powodu trudności finansowych sprzedał majątek porucznikowi Maxowi von Kracht w 1894 roku.
Grób Maksymiliana von Mandel oraz jego rodziny zlokalizowany jest w pobliskim lesie - 52° 13' 15,69"N 15° 40' 07,75"E

## Zabytki
Do wojewódzkiego rejestru zabytków wpisany jest:
- dom na folwarku, z XVIII wieku/XIX wieku.

## Szkoła
W XVII wieku utworzenie szkoły i dbanie o nią było obowiązkiem miejscowego proboszcza. Najwcześniejsza wzmianka dotyczącą szkolnictwa w Wolimirzycach pochodzi z 1867 r.i wskazuje nam, że do tutejszej szkoły uczęszczało 73 uczniów. Z Kroniki Rozwoju Oświaty w powiecie świebodzińskim z lat 1945- 1965 dowiadujemy się kto wówczas nauczał w wiejskiej szkole. W styczniu
1946 r. powstaje we wsi szkoła (w budynku dawnej szkoły niemieckiej), a naucza w niej pan Feliks Kazimierczak. Były wtedy trzy
klasy dla 45 uczniów, później powstała także klasa czwarta. W 1950-1951 były już dwie nauczycielki - pani Eugenia Śmielska i pani Anna Kałek, rok 1952 pani Janina Starzyńska; 1960-1961 powstała klasa piąta i zatrudniono kolejną nauczycielkę panią Eugenię Kadajską. W roku szkolnym 1964-1965 pracuje jedna nauczycielka: pani Józefa Rutkowska. Po zamknięciu szkoły w Wolimirzycach dzieci uczęszczały do szkoły podstawowej w Smardzewie.

## Kościół
We wsi istniał kościół Świętego Krzyża zbudowany z drewna. W 1670 r. kościół był przebudowany, a w 1856 r. ze względu na zły stan techniczny rozebrany. Z pozostałego po kościele drewna zbudowano dzwonnice w pobliżu cmentarza w centrum wsi, której używano przy okazji pogrzebów, świąt i jako alarm w czasie pożaru i innych niebezpieczeństw. Następnie dzwon został oddany do Opalewa. Od 1650 Wolimirzyce należały do parafii Szczaniec, a msze były odprawiane co drugą niedziele. Duszpasterz ze Szczańca głosił kazania w Wolimirzycach, Kielczu i Dąbrówce Malej. W 1687 po śmierci proboszcza w Szczańcu patroni zapieczętowali kościół parafialny i przynależne kościoły w Wolimirzycach, Kiełczu, Dąbrówce Małej i Myszęcinie aby ich nie zdołał objąć archiprezbiter, który usilnie się o to starał. W 1688 r. pozwolono w nich predykantom protestanckim głosić kazania. W 1929 Wolimirzyce przydzielono do katolickiej parafii Opalewo. W 1901 r. lekarz okręgowy obejrzał cmentarz w Wolimirzycach i stwierdził, że powinien być zamknięty, natomiast ksiądz z Opalewa złożył zażalenie, że jest tam jeszcze 50 miejsc, ale mimo tego na wniosek lekarza i względy epidemiologiczne w 1908 cmentarz zamknięto. Właściciel ziemski udostępnił część swojej ziemi poza wsią i na swój koszt zbudował ogrodzenie.

## Społeczność wsi
W XVII w. we wsi funkcjonowała karczma, która mogła swobodnie sprzedawać alkohol, gdyż miała na to zezwolenie. W domu gdzie obecnie mieszkają państwo Wojtylowie była piekarnia, a przez pewien czas także szkoła. We wsi był także rzeźnik, poczta, szewc, kowal, młynarz, zakład budowlany, leśniczy, ogrodnik, straż pożarna. Sąd mieścił się w Sulechowie. 